# Nakamura (Nagoja)
Nakamura (jap. 中村区 Nakamura-ku) – dzielnica Nagoi, stolicy prefektury Aichi. Dzielnica została założona 1 października 1937 roku. Położona w zachodniej części miasta. Graniczy z dzielnicami: Naka, Nishi i Nakagawa, a także z miastami Kiyosu, Ama i miasteczkiem Ōharu.
Na terenie dzielnicy znajdują się uczelnie Aichi University i Dōhō University, dworzec Nagoja, a także siedziba firmy DMG Mori Seiki.